# Cloruro di propargile
Il cloruro di propargile (o 3-cloro-1-propino) è un composto organico di colore marrone, insolubile in acqua ed altamente tossico, sensibile agli urti ed infiammabile a temperature relativamente basse .

È solubile in benzene ed etanolo.

## Reattività
Reagisce con gli alcoli per formare eteri propargilici.

## Tossicologia
Il cloruro di propargile è un composto tossico, capace di provocare ustioni chimiche a contatto con la pelle; diminuzione del ritmo respiratorio e danni alle vie respiratorie se ne vengono inalati i vapori.
- I suoi vapori causano danni ai polmoni. Concentrazioni di 1000 ppm per 3 ore e di 2000 ppm per un'ora hanno portato entrambi alla morte delle cavie (ratti) rispettivamente per edema polmonare e broncopolmonite secondaria.
- A contatto con la pelle, una soluzione del composto all'1% non causa irritazioni, una soluzione al 10% causa media irritazione ed una al 20% provoca necrosi del tessuto, croste e a volte piaghe. Su un campione di 400 cavie, una dose di 2 ml di soluzione al 10% sulla pelle sono in grado di uccidere un ratto su tre dopo 10 minuti.
- L'ingestione accidentale del composto provoca danni alle mucose dell'apparato digerente.
- Una soluzione di cloruro propargilico all'1% provoca lieve irritazione oculare e lacrimazione, ma è probabile che soluzioni a concentrazione più elevata provochino ustioni chimiche.[3]
- Non sono disponibili dati sulle eventuali proprietà cancerogene o mutagene.

## Usi
Il cloruro propargilico viene impiegato nella produzione di:
- coloranti
- fungicidi
- insetticidi
- sterilizzanti del terreno
- steroidi
- ormoni della crescita
- prodotti farmaceutici.